# Okręg wyborczy Lewisham South
Okręg wyborczy Lewisham South powstał w 1950 r. i wysyłał do brytyjskiej Izby Gmin jednego deputowanego. Okręg obejmował południową część London Borough of Lewisham. Został zlikwidowany w 1974 r.

## Deputowani do brytyjskiej Izby Gmin z okręgu Lewisham South
- 1950–1959: Herbert Morrison, Partia Pracy
- 1959–1974: Carol Johnson, Partia Pracy